# Al-Bahrain SC
El Bahrain Club o Al-Bahrain SC (àrab: نادي البحرين الرياضي, Nādī al-Baḥrayn ar-Riyāḍī, Club Esportiu de Bahrain) és un club de Bahrain de futbol de la ciutat de Muharraq. L'any 2002 l'antic Bahrain es fusionà amb l'Al-Khaleej donant vida al club actual.
Ha guanyat cinc cops la Lliga de Bahrain de futbol (1968, 1978, 1981, 1985 i 1989) i dues Copes del Rei (1970 i 1971).

## Palmarès
- Lliga de Bahrain de futbol:[2]

1968, 1978, 1981, 1985, 1989
- Copa del Rei de Bahrain de futbol:[2]

1970, 1971
- Segona Divisió:

2011